# 牧本利夫
牧本 利夫（まきもと としお、1916年8月30日 - 2004年1月29日）は、日本の工学者。大阪大学名誉教授、摂南大学名誉教授、元電子通信学会副会長。専門はマイクロ波工学。工学博士（東京工業大学）（1956年）。広島県出身。息子は元福山市長の牧本幹男。

## 略歴
- 1941年12月：東京工業大学電気工学科卒業
- 1945年4月：大阪大学産業科学研究所助手
- 1948年12月：大阪大学産業科学研究所助教授
- 1960年4月：大阪大学産業科学研究所教授
- 1964年4月：大阪大学基礎工学部教授
- 1974年4月：大阪大学基礎工学部長（1978年3月まで）
- 1973年5月：電子通信学会副会長（1975年5月まで）[3]
- 1980年4月：摂南大学工学部電気工学科教授
- 1984年4月：摂南大学工学部長（第2代、1985年10月まで）
- 1985年11月：摂南大学副学長（第4代、1988年3月まで）
- 1988年4月：摂南大学学長（第4代、1991年9月まで）
- 1991年11月：摂南大学名誉教授[4]。

## 受章歴・叙勲歴
- 電気通信学会功績賞（第42回、1980年）
- 勲二等瑞宝章（1992年）

## 著書

### 単著
- 『非可逆マイクロ波回路』<電子・通信工学講座/川上正光ほか編>（共立出版、1960年）

### 編著
- 『マイクロ波測定』（大河内正陽との共著、オーム社、1959年）
- 『マイクロ波工学の基礎』（松尾幸人との共著、廣川書店、1964年）

### その他
- 『解説　高周波測定』（牧本利夫監修、オーム社、1968年）